# Hällåstjärnen, Gästrikland
Hällåstjärnen är en sjö i Ockelbo kommun i Gästrikland och ingår i Testeboåns huvudavrinningsområde.